# 대림역
대림(구로구청)역(Daerim(Guro-gu Office)Station, 大林(九老區廳)驛)은 서울특별시 구로구 구로동과 구로구 대림동의 경계에 있는 서울 지하철 2호선과 서울 지하철 7호선의 환승역이다. 구로구청은 서울특별시에 있는 병기역명이다. 서울 지하철 2호선은 이 역부터 신대방역까지 지상 구간이다. 서울 지하철 7호선은 도림천 하저터널로 남구로역과 연결된다. 
2호선의 역사는 도림천 상에 있는 지상 고가 역이며, 개찰구는 양방향이다. 7호선의 역사는 지하에 있는 지하역이며, 개찰구는 한 방향이다.

## 역사
- 1983년 6월 30일: 대림역으로 역명 결정[4]
- 1984년 5월 22일: 서울 지하철 2호선 서울대입구(관악구청)~을지로입구 구간 개통과 함께 영업 개시
- 2000년 2월 29일 : 서울 지하철 7호선 온수~신풍 구간 개통과 함께 환승역이 됨

## 역 구조
- 두 노선 모두 2면 2선의 상대식 승강장으로, 스크린도어가 설치돼 있다. 출구는 12개다.

### 2호선 승강장
| 구로디지털단지(원광디지털대) ↑ |
| \| 외                          |
| ↓ 신도림                       |

| 외선순환 | ● 서울 지하철 2호선 | 신림(타임스트림)·사당 · 교대(법원·검찰청)·잠실(송파구청) 방면 |
| 내선순환 | ● 서울 지하철 2호선 | 신도림 · 영등포구청 · 홍대입구 · 시청 방면                    |

### 7호선 승강장
| 신풍 ↑   |
| \| 상    |
| ↓ 남구로 |

| 상행 | ● 서울 지하철 7호선 | 이수(총신대입구)·강남구청 · 상봉(한국열린사이버대학교)·도봉산 · 장암 방면                  |
| 하행 | ● 서울 지하철 7호선 | 가산디지털단지(마리오아울렛)·온수(성공회대입구)·부천시청(부천아트센터)·석남(거북시장) 방면 |

### 환승
7호선에서 2호선으로의 환승은 남구로역 방면 끝에 있는 오름 계단을 이용한다. 2호선에서 7호선으로의 환승은 아무 계단이나 이용해도 환승할 수 있다. 역사 운영 기관은 승강장, 대합실, 환승 통로 모두 서울교통공사이다.
지하 2층에서 지상 3층으로 5층 높이를 운행한 에스컬레이터가 특징이다.

## 역 주변
- 구로고등학교
- 구로구민회관
- 구로구청
- 구로도서관
- 구로등기소
- 구로시장
- 구로5동행정복지센터
- 서울동구로우체국
- 구로중학교
- 국민연금공단 구로금천지사
- 남부도로관리사업소
- 대동중학교
- 서울대동초등학교
- 대림중앙시장
- 서울도신초등학교
- 두암종합시장
- 서울구로경찰서
- 서울동구로초등학교
- 서울교통공사 대림별관
- 서울영서초등학교
- 한국에너지공단 서울지사
- 영남중학교
- 영림중학교
- 영서중학교
- 한국정보기술연구원

## 이용객 변동
7호선의 2000년 자료는 개통일인 2000년 2월 29일부터 12월 31일까지인 307일 기준으로 환산한 것이다.
| 노선  | 노선   | 일평균 인원수 (명/일) | 일평균 인원수 (명/일) | 일평균 인원수 (명/일) | 일평균 인원수 (명/일) | 일평균 인원수 (명/일) | 일평균 인원수 (명/일) | 일평균 인원수 (명/일) | 일평균 인원수 (명/일) | 일평균 인원수 (명/일) | 일평균 인원수 (명/일) | 각주  |
| 노선  | 노선   | 2000년                | 2001년                | 2002년                | 2003년                | 2004년                | 2005년                | 2006년                | 2007년                | 2008년                | 2009년                | 각주  |
| ----- | ------ | --------------------- | --------------------- | --------------------- | --------------------- | --------------------- | --------------------- | --------------------- | --------------------- | --------------------- | --------------------- | ----- |
| 2호선 | 승차   | 26,038                | 27,601                | 29,035                | 29,316                | 29,281                | 28,883                | 30,552                | 31,284                | 31,976                | 32,200                | [ 5 ] |
| 2호선 | 하차   | 25,670                | 27,193                | 28,946                | 29,624                | 29,482                | 29,244                | 30,939                | 31,769                | 32,864                | 33,014                | [ 5 ] |
| 2호선 | 승하차 | 51,707                | 54,794                | 57,981                | 58,940                | 58,762                | 58,127                | 61,492                | 63,053                | 64,840                | 65,214                | [ 5 ] |
| 7호선 | 승차   | 4,819                 | 6,509                 | 7,155                 | 7,371                 | 7,277                 | 7,236                 | 7,844                 | 8,086                 | 8,556                 | 8,483                 | [ 6 ] |
| 7호선 | 하차   | 4,635                 | 6,304                 | 6,921                 | 7,211                 | 6,999                 | 6,966                 | 7,563                 | 7,872                 | 8,384                 | 8,325                 | [ 6 ] |
| 7호선 | 승하차 | 9,454                 | 12,812                | 14,076                | 14,583                | 14,276                | 14,202                | 15,407                | 15,958                | 16,940                | 16,808                | [ 6 ] |
| 노선  | 노선   | 2010년                | 2011년                | 2012년                | 2013년                | 2014년                | 2015년                | 2016년                | 2017년                | 2018년                |                       |       |
| 2호선 | 승차   | 31,796                | 32,653                | 31,756                | 32,162                | 32,859                | 32,258                | 31,891                | 30,484                | 29,477                |                       |       |
| 2호선 | 하차   | 32,487                | 33,538                | 32,606                | 33,015                | 34,000                | 33,525                | 33,088                | 31,464                | 30,443                |                       |       |
| 2호선 | 승하차 | 64,283                | 66,191                | 64,362                | 65,177                | 66,859                | 65,783                | 64,979                | 61,948                | 59,920                |                       |       |
| 7호선 | 승차   | 8,956                 | 9,947                 | 9,836                 | 10,874                | 11,377                | 11,280                | 11,211                | 10,891                | 10,813                |                       |       |
| 7호선 | 하차   | 8,760                 | 9,723                 | 9,622                 | 10,659                | 11,220                | 11,210                | 11,172                | 10,920                | 10,905                |                       |       |
| 7호선 | 승하차 | 17,715                | 19,669                | 19,458                | 21,533                | 22,597                | 22,490                | 22,383                | 21,811                | 21,718                |                       |       |

## 사진

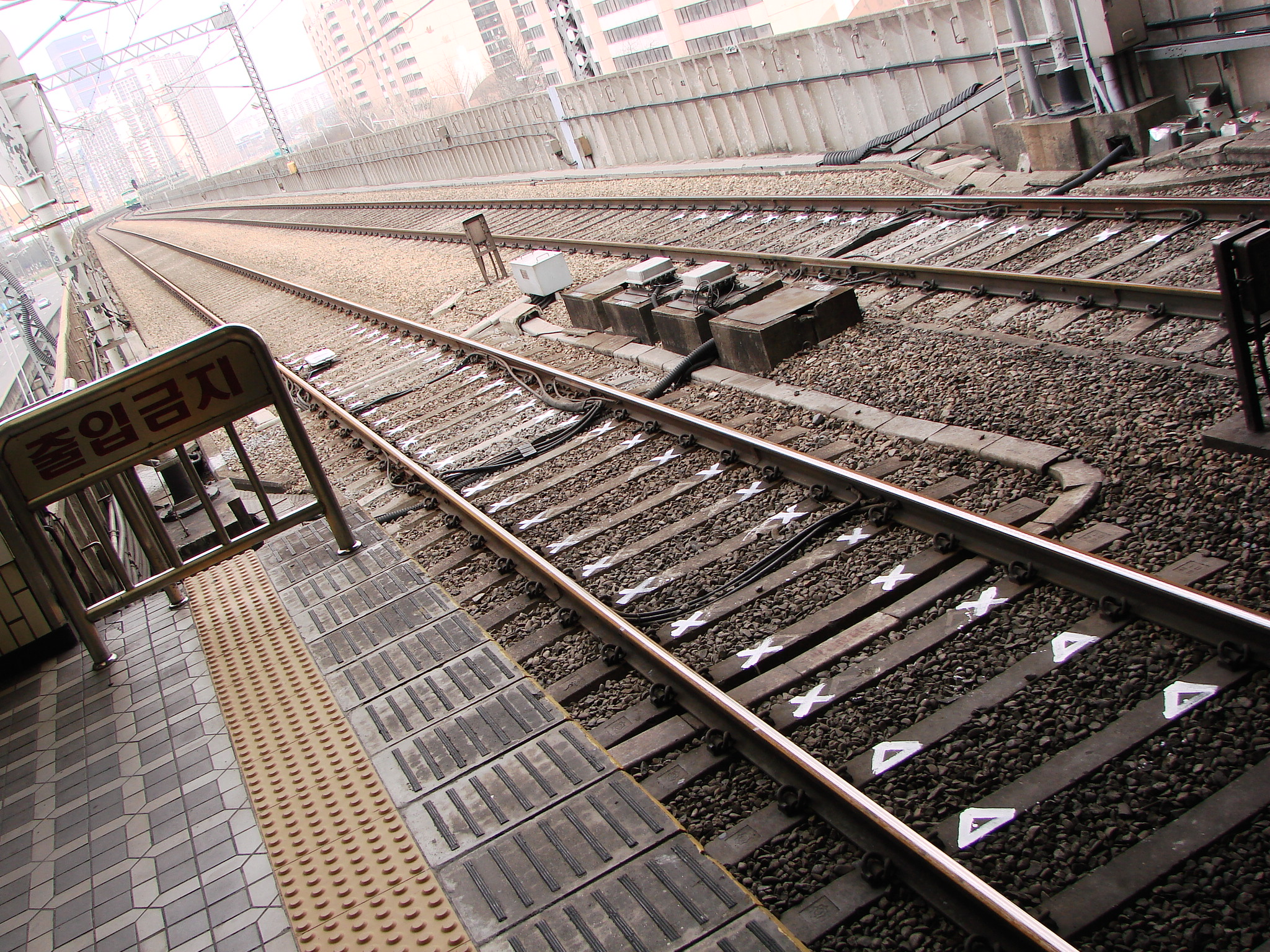
2호선 역 선로 (스크린도어 설치 전)
2호선 역사에 위치하고 있는 서울교통공사 대림별관
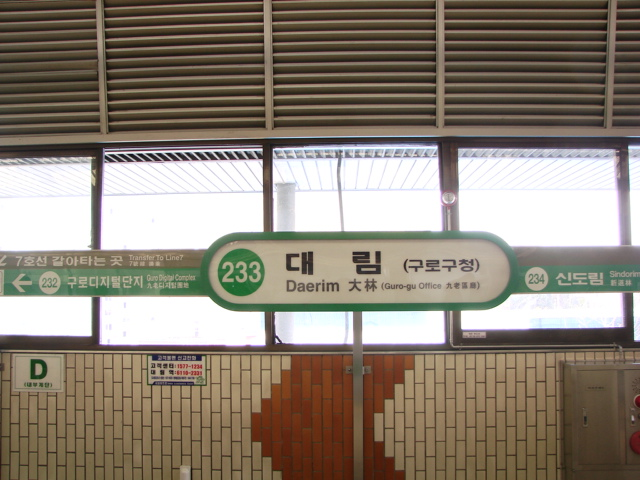
2호선 역명판
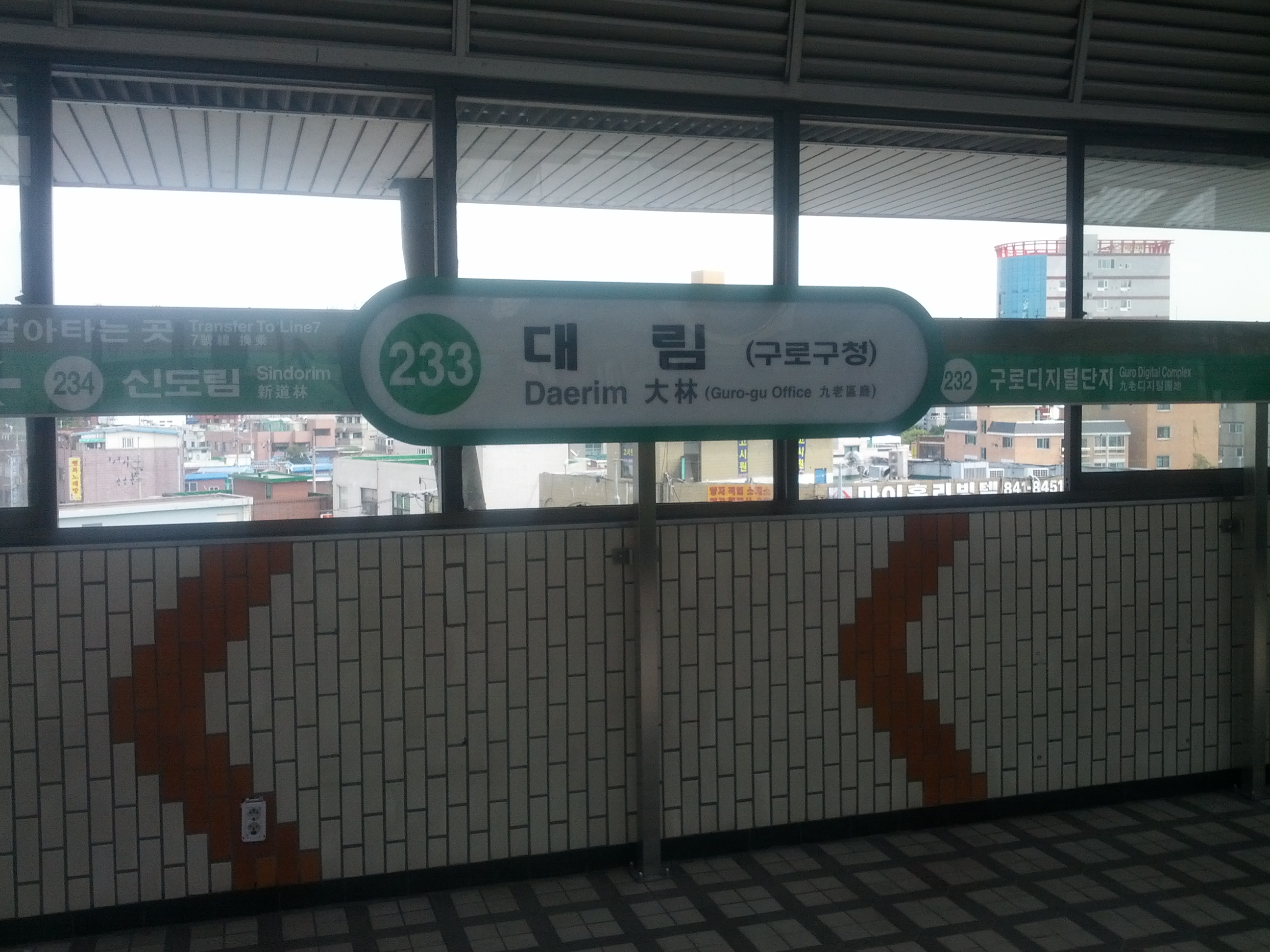
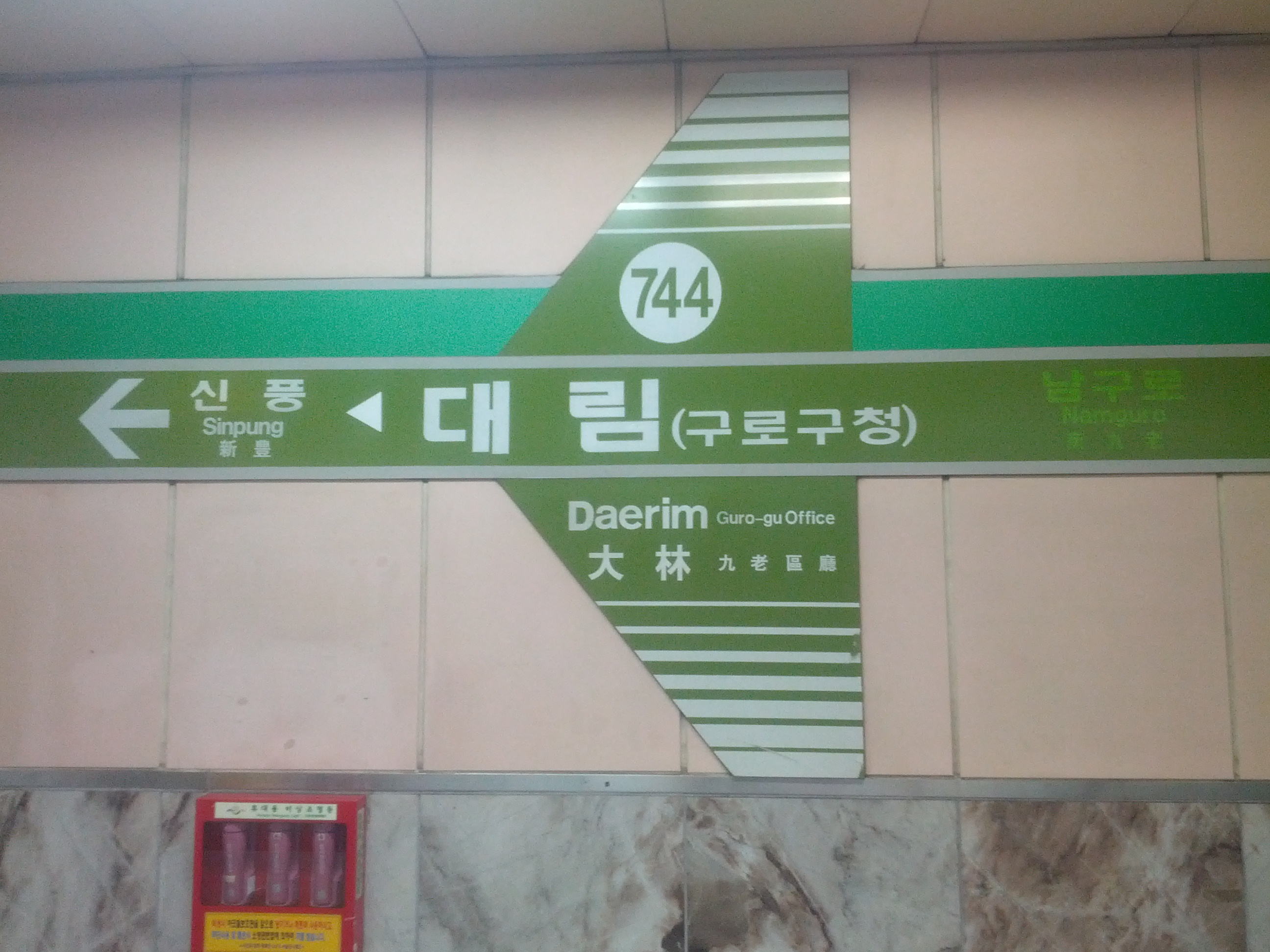
7호선 역명판
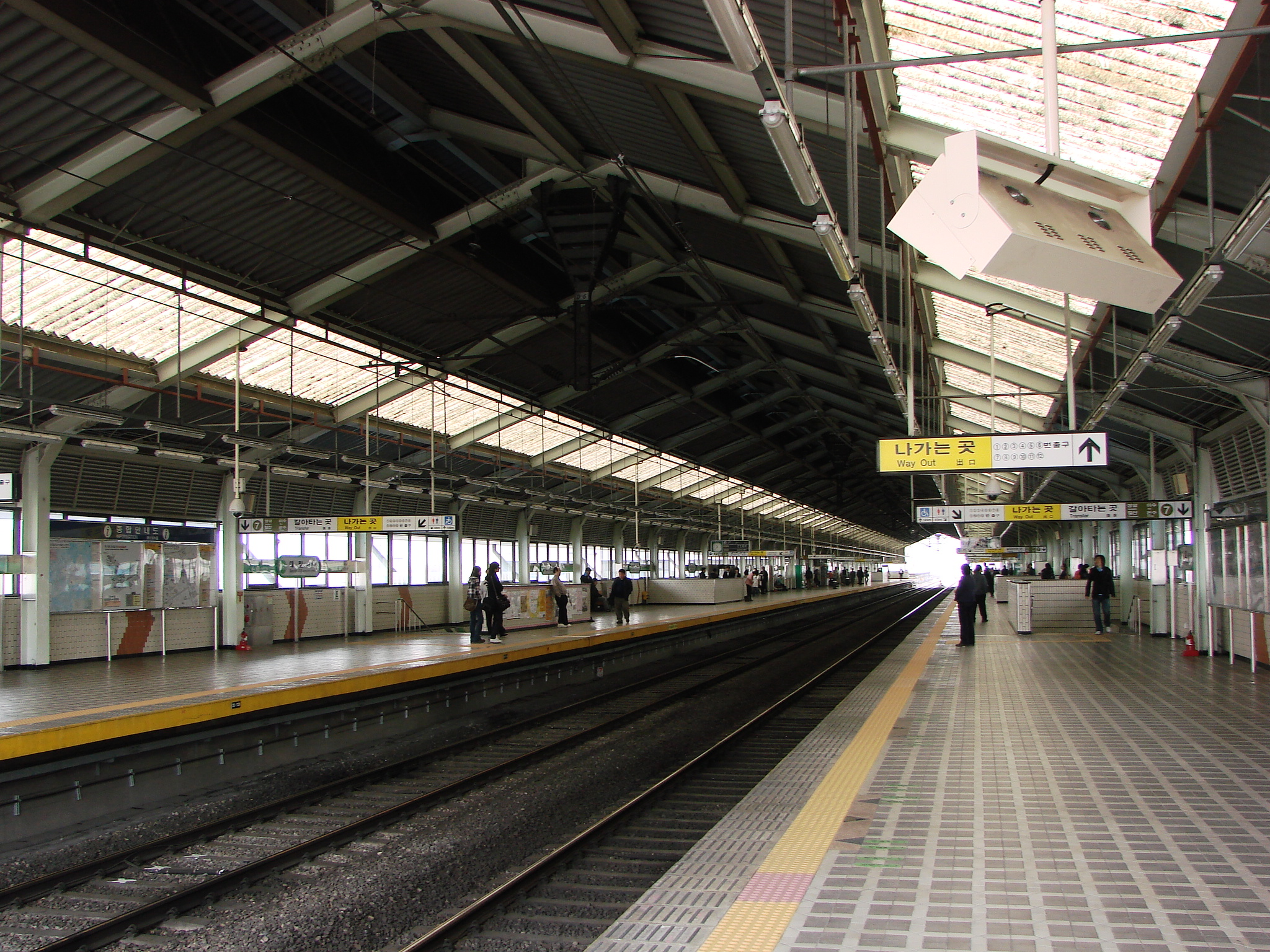
2호선 승강장 (스크린도어 설치 전)
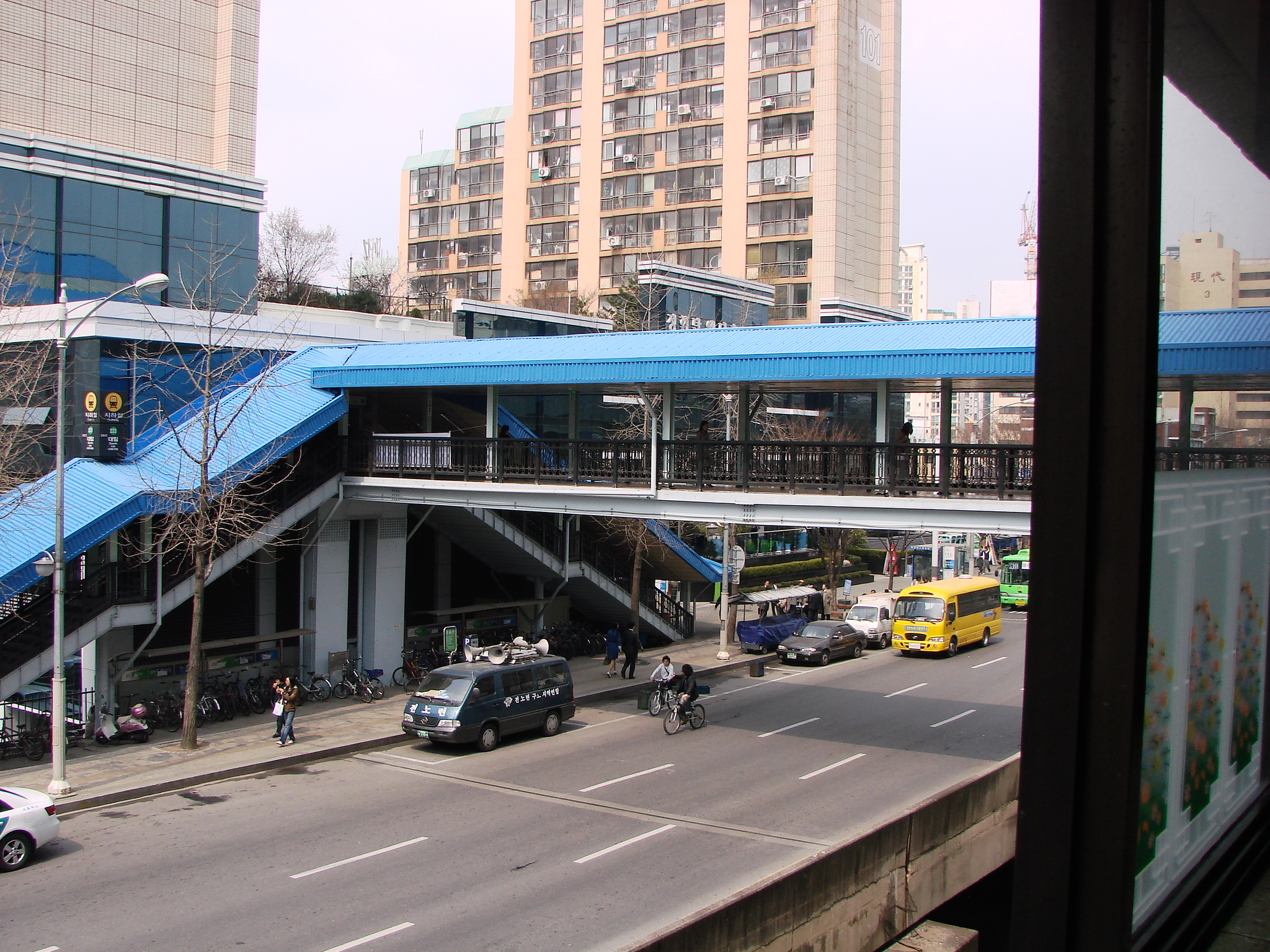
2호선 출구
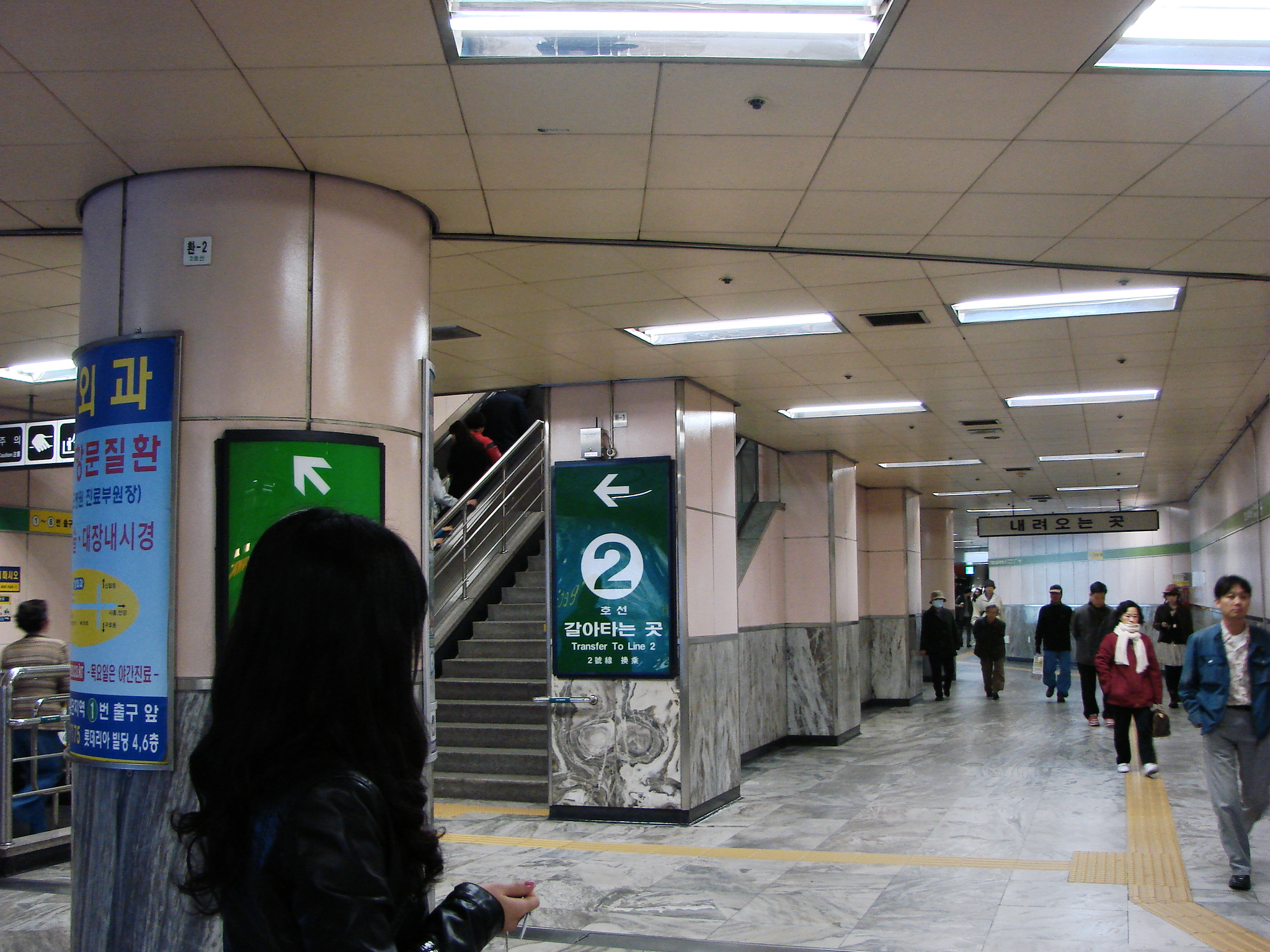
7호선 환승 통로 시작지점
상행 첫 번째 에스컬레이터
상행 두 번째 에스컬레이터
하행 에스컬레이터
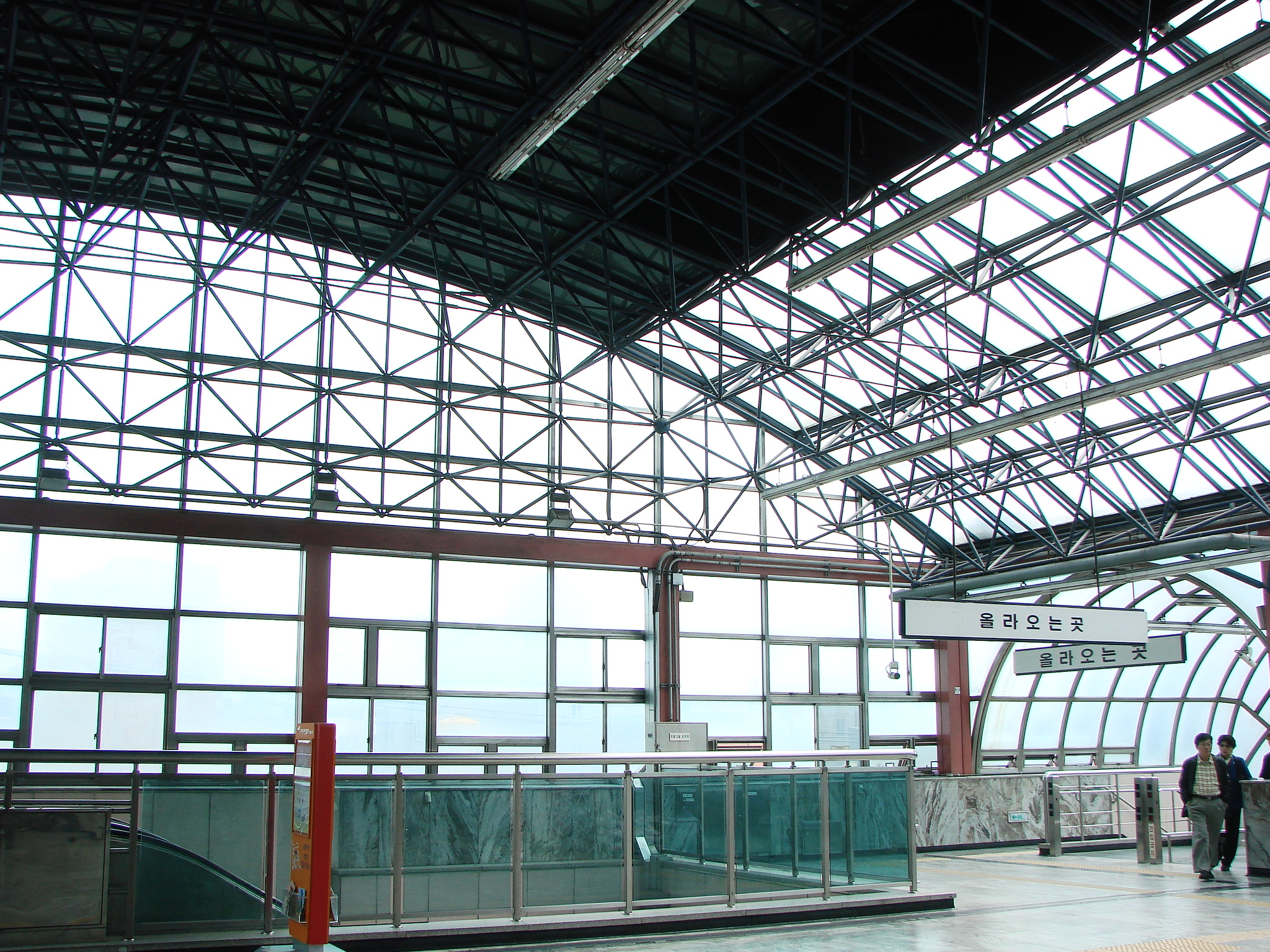
2호선 환승 통로 시작지점
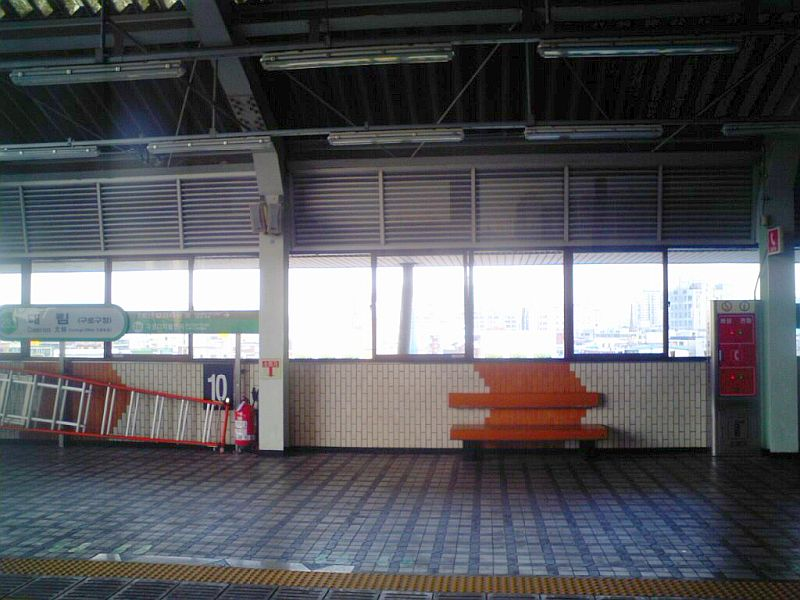
2호선 승강장 (스크린도어 설치 전)
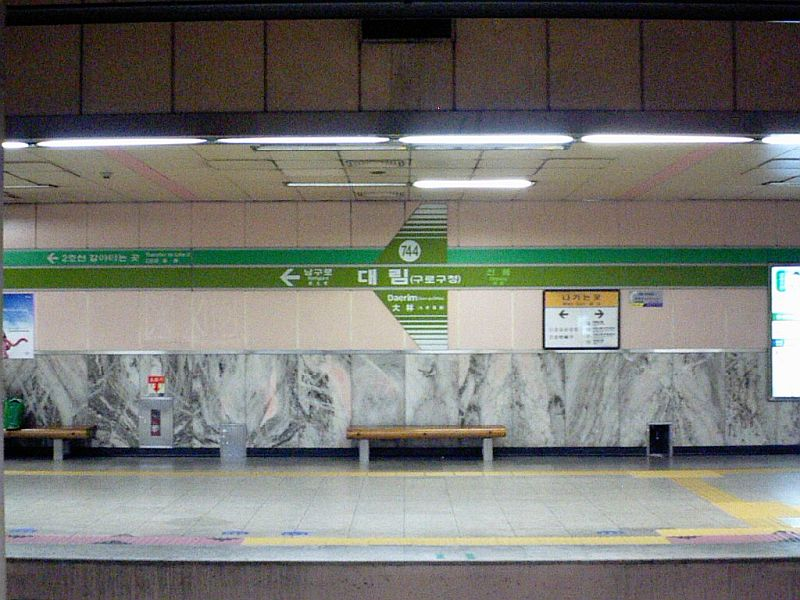
7호선 승강장 (스크린도어 설치 전)
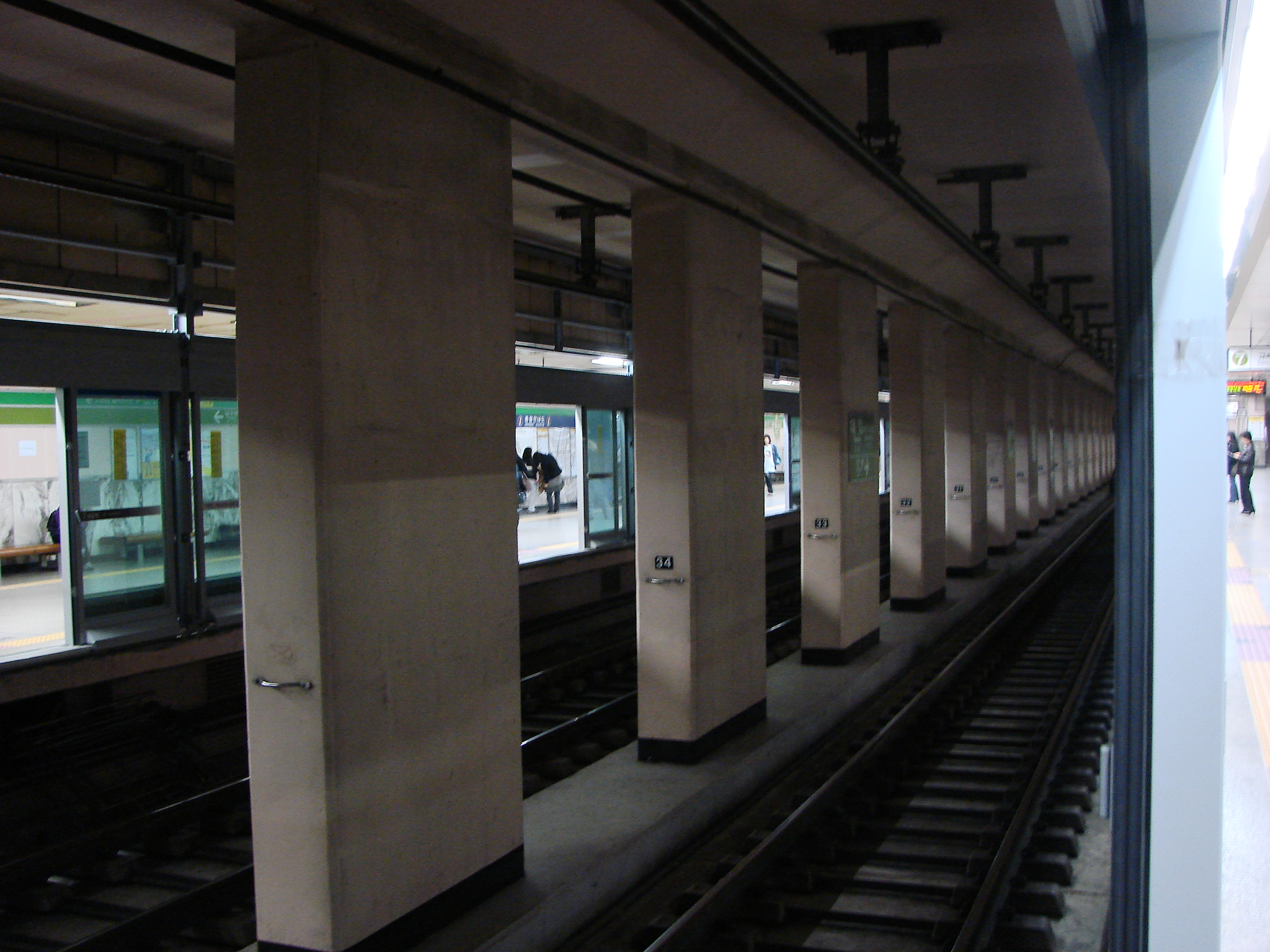
7호선 선로 (스크린도어 설치 당시)

## 인접한 역
| 서울 지하철 2호선 을지로순환선 | 서울 지하철 2호선 을지로순환선 | 서울 지하철 2호선 을지로순환선 |
| ------------------------------ | ------------------------------ | ------------------------------ |
| 232 구로디지털단지 외선순환    | ● 서울 지하철 2호선            | 234 신도림 내선순환            |
| 서울 지하철 7호선              |                                |                                |
| 743 신풍 장암 방면             | ● 서울 지하철 7호선            | 745 남구로 석남 방면           |